# Superliga ukraińska w piłce siatkowej mężczyzn (2022/2023)
Superliga ukraińska w piłce siatkowej mężczyzn 2022/2023 (oficjalna nazwa: Чемпіонат України з волейболу серед чоловічих команд «Суперліга-Будінвест» сезону 2022/2023 років, Czempionat Ukrajiny z wołejbołu sered czołowiczych komand «Superliha-Budynwest» sezonu 2022/2023 rokiw) − 32. sezon mistrzostw Ukrainy w piłce siatkowej zorganizowany przez Profesjonalną Ligę Piłki Siatkowej Ukrainy (PVLU). Zainaugurowany został 22 września 2022 roku.
W Superlidze w sezonie 2022/2023 uczestniczyło 8 drużyn. Do najwyższej klasy rozgrywkowej z wyższej ligi dołączył klub Policija ochorony-ZUNU-Dynamo Tarnopol. W rozgrywkach nie uczestniczył Barkom-Każany Lwów, który otrzymał zgodę na grę w PlusLidze. W miejsce seniorskiej drużyny wystartował młodzieżowy zespół Barkomu z zawodnikami reprezentacji Ukrainy U-18.
Superliga składała się z fazy zasadniczej, fazy play-off oraz meczów o miejsca 5-8. W fazie zasadniczej drużyny rozegrały ze sobą po trzy mecze. Wszystkie drużyny awansowały do fazy play-off. Faza play-off składała się z ćwierćfinałów, półfinałów, meczów o 3. miejsce i finałów. Przegrani w ćwierćfinałach grali o miejsca 5-8.
Po raz pierwszy mistrzem Ukrainy został Prometej Dnipro, który w finałach fazy play-off pokonał Epicentr-Podolany Horodok. Trzecie miejsce zajął klub Jurydyczna akademіja Charków. Nagrodę MVP mistrzostw Ukrainy otrzymał Dmytro Szapował.
Ze względu na trwającą inwazję Rosji na Ukrainę wszystkie mecze odbywały się bez udziału publiczności w Pałacu Sportu "Małeńkyj Paryż" (zwanym również Areną PVLU) w miejscowości Hodyliw w rejonie czerniowieckim.
Sponsorem tytularnym rozgrywek było przedsiębiorstwo Budinwest.

## System rozgrywek
Superliga w sezonie 2022/2023 składała się z fazy zasadniczej, fazy play-off oraz meczów o miejsca 5-8.

### Faza zasadnicza
W fazie zasadniczej 8 drużyn rozegrało ze sobą po trzy spotkania. Miejsce zajęte w fazie zasadniczej decydowało o rozstawieniu poszczególnych zespołów w fazie play-off.

### Faza play-off
Faza play-off składała się z ćwierćfinałów, półfinałów i finałów.
Ćwierćfinały

Pary ćwierćfinałowe powstały na podstawie miejsc zajętych przez poszczególne drużyny w fazie zasadniczej według klucza: 1-8; 2-7; 3-6; 4-5. Rywalizacja toczyła się do dwóch wygranych meczów. Zwycięzcy w parach awansowali do półfinałów, przegrani natomiast grali o miejsca 5-8.
Półfinały

Pary półfinałowe powstały na podstawie miejsc z fazy zasadniczej, tj. pierwszą parę utworzyła drużyna, która w fazie zasadniczej zajęła najwyższe miejsce spośród drużyn uczestniczących w półfinałach oraz ta, która zajęła najniższe miejsce, drugą parę – dwa pozostałe zespoły. Rywalizacja toczyła się do dwóch wygranych meczów. Zwycięzcy w parach awansowali do finałów fazy play-off, przegrani natomiast grali o 3. miejsce.
Mecze o 3. miejsce

O 3. miejsce grali przegrani w parach półfinałowych. Rywalizacja toczyła się do trzech zwycięstw.
Finały

O mistrzostwo grali zwycięzcy w parach półfinałowych. Rywalizacja toczyła się do trzech zwycięstw.

### Mecze o miejsca 5-8
Drużyny, które odpadły w ćwierćfinałach fazy play-off, rozegrały ze sobą po jednym meczu. Pozycja w tabeli po rozegraniu wszystkich meczów decydowała o ostatecznym miejscu w klasyfikacji końcowej, tj. ta drużyna, która zajęła 1. miejsce w tabeli, zakończyła sezon na 5. miejscu itd.
Zespół, który w klasyfikacji końcowej zajął 8. miejsce, trafił do baraży, w których rywalizował z drugą drużyną wyższej ligi do trzech wygranych meczów. Zwycięzca baraży zapewnił sobie udział w Superlidze w sezonie 2023/2024.

## Drużyny uczestniczące
| | Superliga 2022/2023                    |   |    |
| --- | -------------------------------------- | - | -- |
| PDL | Epicentr-Podolany Horodok              | 1 | Ch |
| PRO | Prometej Dnipro                        | 3 | Ch |
| ŻYT | Żytyczi-Polissia Żytomierz             | 4 |    |
| JUA | Jurydyczna akademіja Charków           | 5 |    |
| RES | WK Reszetyliwka                        | 6 |    |
| WIN | WK MHP-Winnica-SZWSM                   | 7 |    |
| DTA | Policija ochorony-ZUNU-Dynamo Tarnopol | — |    |
| U-18 | Barkom-Reprezentacja Ukrainy U-18      | — |    |
| Oznaczenia: - kolumna pierwsza – skróty nazw drużyn wpisane na mapie (jeśli ta została zamieszczona), - kolumna trzecia – miejsce zajęte przez daną drużynę w poprzednim sezonie. |                                        |   |    |

Uwagi:
- W sezonie 2022/2023 pierwsza drużyna klubu Barkom-Każany Lwów uczestniczyła w PlusLidze[8]. W Superlidze wystartował zespół młodzieżowy składający się z zawodników reprezentacji Ukrainy U-18.
- Klub Policija ochorony-ZUNU-Dynamo Tarnopol dołączył do Superligi z wyższej ligi.

## Faza zasadnicza

### Tabela wyników
| Gospodarz \ Gość1                      | PDL | PRO | ŻYT | JUA | RES | WIN | DTA | U-18 |
| -------------------------------------- | --- | --- | --- | --- | --- | --- | --- | ---- |
| Epicentr-Podolany Horodok              | -   | 3:1 | 3:0 | 1:3 | 3:1 | 3:0 | 3:0 | 3:0  |
| Prometej Dnipro                        | 0:3 | -   | 3:0 | 3:1 | 3:0 | 3:0 | 3:0 | 3:0  |
| Żytyczi-Polissia Żytomierz             | 0:3 | 0:3 | -   | 1:3 | 3:1 | 3:2 | 3:1 | 3:0  |
| Jurydyczna akademіja Charków           | 0:3 | 0:3 | 1:3 | -   | 3:2 | 2:3 | 1:3 | 0:3  |
| WK Reszetyliwka                        | 0:3 | 0:3 | 1:3 | 1:3 | -   | 1:3 | 3:0 | 3:1  |
| WK MHP-Winnica-SZWSM                   | 0:3 | 0:3 | 3:2 | 0:3 | 3:1 | -   | 3:1 | 3:0  |
| Policija ochorony-ZUNU-Dynamo Tarnopol | 0:3 | 0:3 | 1:3 | 1:3 | 3:0 | 0:3 | -   | 2:3  |
| Barkom-Reprezentacja Ukrainy U-18      | 1:3 | 0:3 | 3:2 | 0:3 | 2:3 | 0:3 | 2:3 | -    |

| Gospodarz \ Gość1                      | PDL | PRO | ŻYT | JUA | RES | WIN | DTA | U-18 |
| -------------------------------------- | --- | --- | --- | --- | --- | --- | --- | ---- |
| Epicentr-Podolany Horodok              | -   | -   | -   | 3:0 | 3:1 | -   | 3:0 | 3:0  |
| Prometej Dnipro                        | 2:3 | -   | 3:1 | 3:1 | -   | -   | -   | 3:0  |
| Żytyczi-Polissia Żytomierz             | 1:3 | -   | -   | -   | 3:0 | 3:2 | -   | -    |
| Jurydyczna akademіja Charków           | -   | -   | 3:0 | -   | 2:3 | 2:3 | 1:3 | -    |
| WK Reszetyliwka                        | -   | 0:3 | -   | -   | -   | -   | 3:0 | 3:1  |
| WK MHP-Winnica-SZWSM                   | 1:3 | 0:3 | -   | -   | 1:3 | -   | -   | -    |
| Policija ochorony-ZUNU-Dynamo Tarnopol | -   | 0:3 | 2:3 | -   | -   | 1:3 | -   | 3:2  |
| Barkom-Reprezentacja Ukrainy U-18      | -   | -   | 0:3 | 2:3 | -   | 1:3 | -   | -    |

Źródło: PVLU – Data Project (ukr. • ang.)
1 Drużyna gospodarzy jest wymieniona po lewej stronie tabeli.
Kolory:
  zwycięstwo gospodarzy 3:0 lub 3:1
  zwycięstwo gospodarzy 3:2
  zwycięstwo gości 3:0 lub 3:1
  zwycięstwo gości 3:2

### Terminarz i wyniki spotkań
| Data       | Godz. | Gospodarz                              | Rezultat                                | Gość                                   |
| ---------- | ----- | -------------------------------------- | --------------------------------------- | -------------------------------------- |
| 1. KOLEJKA |       |                                        |                                         |                                        |
| 22.09.2022 | 16:00 | Prometej Dnipro                        | 3:0 (25:17, 25:18, 25:17)               | Barkom-Reprezentacja Ukrainy U-18      |
| 22.09.2022 | 19:00 | Jurydyczna akademіja Charków           | 2:3 (25:23, 22:25, 19:25, 25:18, 18:20) | WK MHP-Winnica-SZWSM                   |
| 23.09.2022 | 16:00 | WK Reszetyliwka                        | 3:0 (25:22, 25:15, 25:18)               | Policija ochorony-ZUNU-Dynamo Tarnopol |
| 23.09.2022 | 19:00 | Żytyczi-Polissia Żytomierz             | 0:3 (22:25, 22:25, 15:25)               | Epicentr-Podolany Horodok              |
| 24.09.2022 | 12:00 | WK MHP-Winnica-SZWSM                   | 0:3 (19:25, 17:25, 17:25)               | Prometej Dnipro                        |
| 24.09.2022 | 15:00 | Barkom-Reprezentacja Ukrainy U-18      | 0:3 (21:25, 30:32, 20:25)               | Jurydyczna akademіja Charków           |
| 25.09.2022 | 12:00 | Epicentr-Podolany Horodok              | 3:1 (25:17, 26:28, 25:18, 25:11)        | WK Reszetyliwka                        |
| 25.09.2022 | 15:00 | Policija ochorony-ZUNU-Dynamo Tarnopol | 1:3 (25:21, 23:25, 26:28, 23:25)        | Żytyczi-Polissia Żytomierz             |
| 2. KOLEJKA |       |                                        |                                         |                                        |
| 04.10.2022 | 16:00 | Epicentr-Podolany Horodok              | 3:0 (25:22, 25:20, 25:22)               | Barkom-Reprezentacja Ukrainy U-18      |
| 04.10.2022 | 19:00 | Policija ochorony-ZUNU-Dynamo Tarnopol | 0:3 (23:25, 17:25, 21:25)               | WK MHP-Winnica-SZWSM                   |
| 05.10.2022 | 16:00 | Jurydyczna akademіja Charków           | 3:2 (23:25, 25:14, 23:25, 25:14, 15:10) | WK Reszetyliwka                        |
| 05.10.2022 | 19:00 | Prometej Dnipro                        | 3:0 (25:17, 25:21, 25:14)               | Żytyczi-Polissia Żytomierz             |
| 06.10.2022 | 16:00 | Barkom-Reprezentacja Ukrainy U-18      | 0:3 (21:25, 26:28, 19:25)               | WK MHP-Winnica-SZWSM                   |
| 06.10.2022 | 19:00 | Epicentr-Podolany Horodok              | 3:0 (25:12, 25:19, 25:20)               | Policija ochorony-ZUNU-Dynamo Tarnopol |
| 07.10.2022 | 16:00 | Żytyczi-Polissia Żytomierz             | 3:1 (25:17, 19:25, 25:23, 25:19)        | WK Reszetyliwka                        |
| 07.10.2022 | 19:00 | Prometej Dnipro                        | 3:1 (25:10, 25:15, 24:26, 25:13)        | Jurydyczna akademіja Charków           |
| 08.10.2022 | 12:00 | WK MHP-Winnica-SZWSM                   | 0:3 (16:25, 15:25, 24:26)               | Epicentr-Podolany Horodok              |
| 08.10.2022 | 15:00 | Policija ochorony-ZUNU-Dynamo Tarnopol | 2:3 (25:16, 25:22, 34:36, 19:25, 8:15)  | Barkom-Reprezentacja Ukrainy U-18      |
| 09.10.2022 | 12:00 | WK Reszetyliwka                        | 0:3 (16:25, 13:25, 15:25)               | Prometej Dnipro                        |
| 09.10.2022 | 15:00 | Jurydyczna akademіja Charków           | 1:3 (16:25, 25:23, 22:25, 22:25)        | Żytyczi-Polissia Żytomierz             |
| 3. KOLEJKA |       |                                        |                                         |                                        |
| 20.10.2022 | 19:00 | Policija ochorony-ZUNU-Dynamo Tarnopol | 0:3 (21:25, 23:25, 17:25)               | Prometej Dnipro                        |
| 21.10.2022 | 16:00 | WK Reszetyliwka                        | 3:1 (25:19, 23:25, 25:22, 25:18)        | Barkom-Reprezentacja Ukrainy U-18      |
| 21.10.2022 | 19:00 | Żytyczi-Polissia Żytomierz             | 3:2 (18:25, 17:25, 25:22, 25:21, 15:10) | WK MHP-Winnica-SZWSM                   |
| 22.10.2022 | 12:00 | Jurydyczna akademіja Charków           | 1:3 (25:17, 22:25, 23:25, 18:25)        | Policija ochorony-ZUNU-Dynamo Tarnopol |
| 23.10.2022 | 12:00 | WK MHP-Winnica-SZWSM                   | 3:1 (25:20, 16:25, 25:20, 25:19)        | WK Reszetyliwka                        |
| 23.10.2022 | 15:00 | Barkom-Reprezentacja Ukrainy U-18      | 3:2 (25:22, 19:25, 25:23, 26:28, 15:11) | Żytyczi-Polissia Żytomierz             |
| 4. KOLEJKA |       |                                        |                                         |                                        |
| 02.11.2022 | 19:00 | Epicentr-Podolany Horodok              | 1:3 (26:28, 20:25, 25:20, 22:25)        | Jurydyczna akademіja Charków           |
| 03.11.2022 | 16:00 | Barkom-Reprezentacja Ukrainy U-18      | 3:0 (25:14, 25:21, 25:21)               | Jurydyczna akademіja Charków           |
| 03.11.2022 | 19:00 | WK MHP-Winnica-SZWSM                   | 0:3 (28:30, 18:25, 14:25)               | Prometej Dnipro                        |
| 04.11.2022 | 16:00 | WK Reszetyliwka                        | 0:3 (27:29, 21:25, 17:25)               | Policija ochorony-ZUNU-Dynamo Tarnopol |
| 04.11.2022 | 19:00 | Żytyczi-Polissia Żytomierz             | 0:3 (22:25, 19:25, 16:25)               | Epicentr-Podolany Horodok              |
| 05.11.2022 | 12:00 | Prometej Dnipro                        | 3:0 (25:22, 25:20, 25:16)               | Barkom-Reprezentacja Ukrainy U-18      |
| 05.11.2022 | 15:00 | Jurydyczna akademіja Charków           | 3:0 (25:23, 25:19, 25:20)               | WK MHP-Winnica-SZWSM                   |
| 06.11.2022 | 12:00 | Epicentr-Podolany Horodok              | 3:0 (25:23, 25:20, 25:19)               | WK Reszetyliwka                        |
| 06.11.2022 | 15:00 | Policija ochorony-ZUNU-Dynamo Tarnopol | 1:3 (25:19, 22:25, 14:25, 15:25)        | Żytyczi-Polissia Żytomierz             |
| 5. KOLEJKA |       |                                        |                                         |                                        |
| 22.11.2022 | 16:00 | Jurydyczna akademіja Charków           | 3:1 (25:18, 25:17, 23:25, 25:19)        | WK Reszetyliwka                        |
| 22.11.2022 | 19:00 | Prometej Dnipro                        | 3:0 (25:19, 25:22, 25:20)               | Żytyczi-Polissia Żytomierz             |
| 23.11.2022 | 16:00 | Epicentr-Podolany Horodok              | 3:1 (24:26, 25:17, 25:10, 25:17)        | Barkom-Reprezentacja Ukrainy U-18      |
| 23.11.2022 | 19:00 | Policija ochorony-ZUNU-Dynamo Tarnopol | 1:3 (26:24, 16:25, 24:26, 17:25)        | WK MHP-Winnica-SZWSM                   |
| 24.11.2022 | 16:00 | Żytyczi-Polissia Żytomierz             | 3:1 (27:29, 25:22, 25:11, 25:18)        | WK Reszetyliwka                        |
| 24.11.2022 | 19:00 | Prometej Dnipro                        | 3:0 (25:21, 26:24, 25:20)               | Jurydyczna akademіja Charków           |
| 25.11.2022 | 16:00 | Barkom-Reprezentacja Ukrainy U-18      | 0:3 (19:25, 12:25, 25:27)               | WK MHP-Winnica-SZWSM                   |
| 25.11.2022 | 19:00 | Epicentr-Podolany Horodok              | 3:0 (25:20, 25:18, 25:14)               | Policija ochorony-ZUNU-Dynamo Tarnopol |
| 26.11.2022 | 12:00 | WK Reszetyliwka                        | 0:3 (17:25, 14:25, 18:25)               | Prometej Dnipro                        |
| 26.11.2022 | 15:00 | Jurydyczna akademіja Charków           | 3:1 (25:21, 28:26, 23:25, 27:25)        | Żytyczi-Polissia Żytomierz             |
| 27.11.2022 | 12:00 | Policija ochorony-ZUNU-Dynamo Tarnopol | 3:2 (25:22, 21:25, 20:25, 25:21, 15:12) | Barkom-Reprezentacja Ukrainy U-18      |
| 27.11.2022 | 15:00 | WK MHP-Winnica-SZWSM                   | 0:3 (19:25, 22:25, 20:25)               | Epicentr-Podolany Horodok              |
| 6. KOLEJKA |       |                                        |                                         |                                        |
| 07.12.2022 | 19:00 | Prometej Dnipro                        | 0:3 (20:25, 28:30, 19:25)               | Epicentr-Podolany Horodok              |
| 08.12.2022 | 16:00 | WK Reszetyliwka                        | 3:2 (25:23, 25:10, 17:25, 24:26, 15:13) | Barkom-Reprezentacja Ukrainy U-18      |
| 08.12.2022 | 19:00 | Żytyczi-Polissia Żytomierz             | 2:3 (15:25, 25:18, 25:19, 23:25, 12:15) | WK MHP-Winnica-SZWSM                   |
| 09.12.2022 | 16:00 | Policija ochorony-ZUNU-Dynamo Tarnopol | 0:3 (15:25, 17:25, 22:25)               | Prometej Dnipro                        |
| 09.12.2022 | 19:00 | Epicentr-Podolany Horodok              | 3:0 (25:15, 25:18, 25:20)               | Jurydyczna akademіja Charków           |
| 10.12.2022 | 12:00 | WK MHP-Winnica-SZWSM                   | 3:1 (27:25, 23:25, 25:16, 25:21)        | WK Reszetyliwka                        |
| 10.12.2022 | 15:00 | Barkom-Reprezentacja Ukrainy U-18      | 0:3 (19:25, 14:25, 20:25)               | Żytyczi-Polissia Żytomierz             |
| 11.12.2022 | 12:00 | Prometej Dnipro                        | 1:3 (25:23, 17:25, 20:25, 19:25)        | Epicentr-Podolany Horodok              |
| 11.12.2022 | 15:00 | Jurydyczna akademіja Charków           | 3:1 (25:22, 25:16, 18:25, 26:24)        | Policija ochorony-ZUNU-Dynamo Tarnopol |
| 7. KOLEJKA |       |                                        |                                         |                                        |
| 18.01.2023 | 16:00 | Prometej Dnipro                        | 3:0 (25:22, 25:15, 25:13)               | Barkom-Reprezentacja Ukrainy U-18      |
| 18.01.2023 | 19:00 | Jurydyczna akademіja Charków           | 2:3 (25:21, 25:22, 20:25, 23:25, 12:15) | WK MHP-Winnica-SZWSM                   |
| 19.01.2023 | 16:00 | WK Reszetyliwka                        | 3:0 (25:12, 25:17, 25:19)               | Policija ochorony-ZUNU-Dynamo Tarnopol |
| 19.01.2023 | 19:00 | Żytyczi-Polissia Żytomierz             | 1:3 (15:25, 26:24, 18:25, 17:25)        | Epicentr-Podolany Horodok              |
| 20.01.2023 | 16:00 | Barkom-Reprezentacja Ukrainy U-18      | 2:3 (15:25, 25:19, 27:25, 22:25, 9:15)  | Jurydyczna akademіja Charków           |
| 20.01.2023 | 19:00 | WK MHP-Winnica-SZWSM                   | 0:3 (21:25, 21:25, 22:25)               | Prometej Dnipro                        |
| 21.01.2023 | 12:00 | Epicentr-Podolany Horodok              | 3:1 (25:19, 25:14, 22:25, 25:15)        | WK Reszetyliwka                        |
| 21.01.2023 | 15:00 | Policija ochorony-ZUNU-Dynamo Tarnopol | 2:3 (22:25, 17:25, 25:23, 25:19, 13:15) | Żytyczi-Polissia Żytomierz             |
| 8. KOLEJKA |       |                                        |                                         |                                        |
| 31.01.2023 | 15:00 | Jurydyczna akademіja Charków           | 2:3 (25:13, 17:25, 25:17, 29:31, 11:15) | WK Reszetyliwka                        |
| 31.01.2023 | 19:00 | Prometej Dnipro                        | 3:1 (18:25, 25:21, 25:22, 25:20)        | Żytyczi-Polissia Żytomierz             |
| 01.02.2023 | 16:00 | Epicentr-Podolany Horodok              | 3:0 (25:18, 25:19, 25:15)               | Barkom-Reprezentacja Ukrainy U-18      |
| 01.02.2023 | 19:00 | Policija ochorony-ZUNU-Dynamo Tarnopol | 1:3 (22:25, 17:25, 25:17, 16:25)        | WK MHP-Winnica-SZWSM                   |
| 02.02.2023 | 16:00 | Żytyczi-Polissia Żytomierz             | 3:0 (25:14, 25:21, 25:18)               | WK Reszetyliwka                        |
| 02.02.2023 | 19:00 | Prometej Dnipro                        | 3:1 (25:21, 26:28, 25:19, 25:19)        | Jurydyczna akademіja Charków           |
| 03.02.2023 | 16:00 | Barkom-Reprezentacja Ukrainy U-18      | 1:3 (18:25, 21:25, 25:23, 18:25)        | WK MHP-Winnica-SZWSM                   |
| 03.02.2023 | 19:00 | Epicentr-Podolany Horodok              | 3:0 (25:21, 25:16, 25:15)               | Policija ochorony-ZUNU-Dynamo Tarnopol |
| 04.02.2023 | 12:00 | WK Reszetyliwka                        | 0:3 (25:27, 17:25, 20:25)               | Prometej Dnipro                        |
| 04.02.2023 | 15:00 | Jurydyczna akademіja Charków           | 3:0 (30:28, 25:19, 25:22)               | Żytyczi-Polissia Żytomierz             |
| 05.02.2023 | 12:00 | WK MHP-Winnica-SZWSM                   | 1:3 (16:25, 18:25, 25:18, 19:25)        | Epicentr-Podolany Horodok              |
| 05.02.2023 | 15:00 | Policija ochorony-ZUNU-Dynamo Tarnopol | 3:2 (23:25, 25:21, 27:25, 13:25, 15:11) | Barkom-Reprezentacja Ukrainy U-18      |
| 9. KOLEJKA |       |                                        |                                         |                                        |
| 16.02.2023 | 16:00 | Policija ochorony-ZUNU-Dynamo Tarnopol | 0:3 (18:25, 19:25, 16:25)               | Prometej Dnipro                        |
| 16.02.2023 | 19:00 | Epicentr-Podolany Horodok              | 3:0 (25:20, 25:17, 25:17)               | Jurydyczna akademіja Charków           |
| 17.02.2023 | 16:00 | WK Reszetyliwka                        | 3:1 (25:17, 27:25, 21:25, 25:22)        | Barkom-Reprezentacja Ukrainy U-18      |
| 17.02.2023 | 19:00 | Żytyczi-Polissia Żytomierz             | 3:2 (25:18, 16:25, 21:25, 25:20, 15:13) | WK MHP-Winnica-SZWSM                   |
| 18.02.2023 | 12:00 | Jurydyczna akademіja Charków           | 1:3 (16:25, 25:19, 17:25, 21:25)        | Policija ochorony-ZUNU-Dynamo Tarnopol |
| 18.02.2023 | 15:00 | Prometej Dnipro                        | 2:3 (25:19, 25:21, 22:25, 18:25, 11:15) | Epicentr-Podolany Horodok              |
| 19.02.2023 | 12:00 | WK MHP-Winnica-SZWSM                   | 1:3 (23:25, 25:18, 23:25, 24:26)        | WK Reszetyliwka                        |
| 19.02.2023 | 15:00 | Barkom-Reprezentacja Ukrainy U-18      | 0:3 (23:25, 17:25, 26:28)               | Żytyczi-Polissia Żytomierz             |

### Tabela
| Lp. | Drużyna                                | Mecze | Mecze | Mecze | Pkt | Rodzaj wyniku | Rodzaj wyniku | Rodzaj wyniku | Rodzaj wyniku | Rodzaj wyniku | Rodzaj wyniku | Sety | Sety | Sety  | Małe punkty | Małe punkty | Małe punkty |
| Lp. | Drużyna                                | M     | W     | P     | Pkt | 3:0           | 3:1           | 3:2           | 2:3           | 1:3           | 0:3           | wyg. | prz. | stos. | zdob.       | str.        | stos.       |
| --- | -------------------------------------- | ----- | ----- | ----- | --- | ------------- | ------------- | ------------- | ------------- | ------------- | ------------- | ---- | ---- | ----- | ----------- | ----------- | ----------- |
| 1   | Epicentr-Podolany Horodok              | 21    | 20    | 1     | 59  | 13            | 6             | 1             | 0             | 1             | 0             | 61   | 11   | 5.55  | 1766        | 1390        | 1.27        |
| 2   | Prometej Dnipro                        | 21    | 18    | 3     | 55  | 15            | 3             | 0             | 1             | 1             | 1             | 57   | 12   | 4.75  | 1675        | 1360        | 1.23        |
| 3   | Żytyczi-Polissia Żytomierz             | 21    | 11    | 10    | 32  | 3             | 5             | 3             | 2             | 3             | 5             | 40   | 41   | 0.98  | 1792        | 1787        | 1           |
| 4   | WK MHP-Winnica-SZWSM                   | 21    | 11    | 10    | 32  | 3             | 5             | 3             | 2             | 2             | 6             | 39   | 41   | 0.95  | 1764        | 1758        | 1           |
| 5   | Jurydyczna akademіja Charków           | 21    | 9     | 12    | 28  | 3             | 4             | 2             | 3             | 5             | 4             | 38   | 44   | 0.86  | 1802        | 1849        | 0.97        |
| 6   | WK Reszetyliwka                        | 21    | 7     | 14    | 20  | 2             | 3             | 2             | 1             | 7             | 6             | 30   | 49   | 0.61  | 1631        | 1825        | 0.89        |
| 7   | Policija ochorony-ZUNU-Dynamo Tarnopol | 21    | 5     | 16    | 15  | 1             | 2             | 2             | 2             | 5             | 9             | 24   | 54   | 0.44  | 1597        | 1819        | 0.88        |
| 8   | Barkom-Reprezentacja Ukrainy U-18      | 21    | 3     | 18    | 11  | 1             | 0             | 2             | 4             | 4             | 10            | 21   | 58   | 0.36  | 1619        | 1858        | 0.87        |

Źródło: PVLU – Data Project (ukr. • ang.)
Punktacja: 3:0 i 3:1 – 3 pkt; 3:2 – 2 pkt; 2:3 – 1 pkt; 1:3 i 0:3 – 0 pkt
Zasady ustalania kolejności: 1. liczba zwycięstw; 2. liczba punktów; 3. stosunek setów; 4. stosunek małych punktów; 5. bilans w bezpośrednich meczach

## Faza play-off

### Drabinka
|  |              |                                        |              |                              |              |   |   |                              |                           |           |                            |                    |                    |                    |                    |                    |                    |                    |        |        |        |
|  | Ćwierćfinały | Ćwierćfinały                           | Ćwierćfinały | Ćwierćfinały                 | Ćwierćfinały |   |   | Półfinały                    | Półfinały                 | Półfinały | Półfinały                  | Półfinały          |                    |                    | Finały             | Finały             | Finały             | Finały             | Finały | Finały | Finały |
|  | Ćwierćfinały | Ćwierćfinały                           | Ćwierćfinały | Ćwierćfinały                 | Ćwierćfinały |   |   | Półfinały                    | Półfinały                 | Półfinały | Półfinały                  | Półfinały          |                    |                    | Finały             | Finały             | Finały             | Finały             | Finały | Finały | Finały |
|  |              |                                        |              |                              |              |   |   |                              |                           |           |                            |                    |                    |                    |                    |                    |                    |                    |        |        |        |
|  |              |                                        |              |                              |              |   |   |                              |                           |           |                            |                    |                    |                    |                    |                    |                    |                    |        |        |        |
|  | 1            | Epicentr-Podolany Horodok              | 3            | 3                            |              |   |   |                              |                           |           |                            |                    |                    |                    |                    |                    |                    |                    |        |        |        |
|  | 1            | Epicentr-Podolany Horodok              | 3            | 3                            |              |   |   |                              |                           |           |                            |                    |                    |                    |                    |                    |                    |                    |        |        |        |
|  | 8            | Barkom-Reprezentacja Ukrainy U-18      | 0            | 0                            |              |   |   |                              |                           |           |                            |                    |                    |                    |                    |                    |                    |                    |        |        |        |
|  | 8            | Barkom-Reprezentacja Ukrainy U-18      | 0            | 0                            |              |   | 1 | Epicentr-Podolany Horodok    | 3                         | 3         |                            |                    |                    |                    |                    |                    |                    |                    |        |        |        |
|  |              |                                        |              |                              |              |   | 1 | Epicentr-Podolany Horodok    | 3                         | 3         |                            |                    |                    |                    |                    |                    |                    |                    |        |        |        |
|  |              |                                        | 5            | Jurydyczna akademіja Charków | 0            | 0 |   |                              |                           |           |                            |                    |                    |                    |                    |                    |                    |                    |        |        |        |
|  | 4            | WK MHP-Winnica-SZWSM                   | 5            | Jurydyczna akademіja Charków | 0            | 0 | 0 | 3                            | 1                         |           |                            |                    |                    |                    |                    |                    |                    |                    |        |        |        |
|  | 4            | WK MHP-Winnica-SZWSM                   |              |                              |              |   |   |                              |                           |           |                            |                    |                    |                    |                    |                    |                    |                    |        |        |        |
|  | 5            | Jurydyczna akademіja Charków           | 3            | 1                            | 3            |   |   |                              |                           |           |                            |                    |                    |                    |                    |                    |                    |                    |        |        |        |
|  | 5            | Jurydyczna akademіja Charków           | 3            | 1                            | 3            |   |   | 1                            | Epicentr-Podolany Horodok | 3         | 2                          | 2                  | 2                  |                    |                    |                    |                    |                    |        |        |        |
|  |              |                                        |              |                              |              |   |   |                              |                           |           |                            |                    | 2                  |                    |                    |                    |                    |                    |        |        |        |
|  |              |                                        | 2            | Prometej Dnipro              | 1            | 3 | 3 | 3                            |                           |           |                            |                    |                    |                    |                    |                    |                    |                    |        |        |        |
|  | 3            | Żytyczi-Polissia Żytomierz             | 2            | Prometej Dnipro              | 1            | 3 | 3 | 3                            | 3                         | 3         |                            |                    |                    |                    |                    |                    |                    |                    |        |        |        |
|  | 3            | Żytyczi-Polissia Żytomierz             |              |                              |              |   |   |                              |                           | 3         |                            |                    |                    |                    |                    |                    |                    |                    |        |        |        |
|  | 6            | WK Reszetyliwka                        | 1            | 0                            |              |   |   |                              |                           |           |                            |                    |                    |                    |                    |                    |                    |                    |        |        |        |
|  | 6            | WK Reszetyliwka                        | 1            | 0                            |              |   | 2 | Prometej Dnipro              | 3                         | 3         |                            | Mecze o 3. miejsce | Mecze o 3. miejsce | Mecze o 3. miejsce | Mecze o 3. miejsce | Mecze o 3. miejsce | Mecze o 3. miejsce | Mecze o 3. miejsce |        |        |        |
|  |              |                                        |              |                              |              |   | 2 | Prometej Dnipro              | 3                         | 3         |                            | Mecze o 3. miejsce | Mecze o 3. miejsce | Mecze o 3. miejsce | Mecze o 3. miejsce | Mecze o 3. miejsce | Mecze o 3. miejsce | Mecze o 3. miejsce |        |        |        |
|  |              |                                        | 3            | Żytyczi-Polissia Żytomierz   | 0            | 0 |   |                              |                           |           |                            |                    |                    |                    |                    |                    |                    |                    |        |        |        |
|  | 2            | Prometej Dnipro                        | 3            | Żytyczi-Polissia Żytomierz   | 0            | 0 | 3 | 3                            |                           |           |                            |                    |                    |                    |                    |                    |                    |                    |        |        |        |
|  | 2            | Prometej Dnipro                        |              |                              |              |   |   |                              |                           | 3         | Żytyczi-Polissia Żytomierz | 3                  | 3                  | 3                  |                    |                    |                    |                    |        |        |        |
|  | 7            | Policija ochorony-ZUNU-Dynamo Tarnopol | 0            | 1                            |              |   |   |                              |                           | 3         | Żytyczi-Polissia Żytomierz | 3                  | 3                  | 3                  |                    |                    |                    |                    |        |        |        |
|  | 7            | Policija ochorony-ZUNU-Dynamo Tarnopol | 0            | 1                            |              |   | 5 | Jurydyczna akademіja Charków | 1                         | 1         | 0                          |                    |                    |                    |                    |                    |                    |                    |        |        |        |
|  |              |                                        |              |                              |              |   | 5 | Jurydyczna akademіja Charków | 1                         | 1         | 0                          |                    |                    |                    |                    |                    |                    |                    |        |        |        |

### Ćwierćfinały
(do dwóch zwycięstw)
| Data                           | Godz.                          | Gospodarz                              | Rezultat                         | Gość                                       |
| ------------------------------ | ------------------------------ | -------------------------------------- | -------------------------------- | ------------------------------------------ |
| Epicentr-Podolany Horodok (1)  | Epicentr-Podolany Horodok (1)  | Epicentr-Podolany Horodok (1)          | 2 – 0                            | (8) Barkom-Reprezentacja Ukrainy U-18      |
| 07.03.2023                     | 17:00                          | Barkom-Reprezentacja Ukrainy U-18      | 0:3 (23:25, 17:25, 15:25)        | Epicentr-Podolany Horodok                  |
| 09.03.2023                     | 17:00                          | Epicentr-Podolany Horodok              | 3:0 (25:14, 25:14, 25:20)        | Barkom-Reprezentacja Ukrainy U-18          |
| Prometej Dnipro (2)            | Prometej Dnipro (2)            | Prometej Dnipro (2)                    | 2 – 0                            | (7) Policija ochorony-ZUNU-Dynamo Tarnopol |
| 07.03.2023                     | 20:00                          | Policija ochorony-ZUNU-Dynamo Tarnopol | 0:3 (18:25, 17:25, 11:25)        | Prometej Dnipro                            |
| 09.03.2023                     | 20:00                          | Prometej Dnipro                        | 3:1 (21:25, 25:22, 25:21, 25:21) | Policija ochorony-ZUNU-Dynamo Tarnopol {   |
| Żytyczi-Polissia Żytomierz (3) | Żytyczi-Polissia Żytomierz (3) | Żytyczi-Polissia Żytomierz (3)         | 2 – 0                            | (6) WK Reszetyliwka                        |
| 08.03.2023                     | 17:00                          | WK Reszetyliwka                        | 1:3 (25:17, 22:25, 15:25, 21:25) | Żytyczi-Polissia Żytomierz                 |
| 10.03.2023                     | 17:00                          | Żytyczi-Polissia Żytomierz             | 3:0 (25:22, 25:22, 25:20)        | WK Reszetyliwka                            |
| WK MHP-Winnica-SZWSM (4)       | WK MHP-Winnica-SZWSM (4)       | WK MHP-Winnica-SZWSM (4)               | 1 – 2                            | (5) Jurydyczna akademіja Charków           |
| 08.03.2023                     | 20:00                          | Jurydyczna akademіja Charków           | 3:0 (25:21, 25:23, 25:20)        | WK MHP-Winnica-SZWSM                       |
| 10.03.2023                     | 20:00                          | WK MHP-Winnica-SZWSM                   | 3:1 (16:25, 25:20, 25:21, 29:27) | Jurydyczna akademіja Charków               |
| 12.03.2023                     | 13:00                          | WK MHP-Winnica-SZWSM                   | 1:3 (23:25, 18:25, 25:17, 17:25) | Jurydyczna akademіja Charków               |

### Półfinały
(do dwóch zwycięstw)
| Data                          | Godz.                         | Gospodarz                     | Rezultat                  | Gość                             |
| ----------------------------- | ----------------------------- | ----------------------------- | ------------------------- | -------------------------------- |
| Epicentr-Podolany Horodok (1) | Epicentr-Podolany Horodok (1) | Epicentr-Podolany Horodok (1) | 2 – 0                     | (5) Jurydyczna akademіja Charków |
| 21.03.2023                    | 19:00                         | Epicentr-Podolany Horodok     | 3:0 (26:24, 25:22, 25:13) | Jurydyczna akademіja Charków     |
| 23.03.2023                    | 19:00                         | Jurydyczna akademіja Charków  | 0:3 (24:26, 15:25, 20:25) | Epicentr-Podolany Horodok        |
| Prometej Dnipro (2)           | Prometej Dnipro (2)           | Prometej Dnipro (2)           | 2 – 0                     | (3) Żytyczi-Polissia Żytomierz   |
| 22.03.2023                    | 19:00                         | Prometej Dnipro               | 3:0 (25:12, 25:13, 25:17) | Żytyczi-Polissia Żytomierz       |
| 24.03.2023                    | 19:00                         | Żytyczi-Polissia Żytomierz    | 0:3 (21:25, 15:25, 27:29) | Prometej Dnipro                  |

### Mecze o 3. miejsce
(do trzech zwycięstw)
| Data                           | Godz.                          | Gospodarz                      | Rezultat                         | Gość                             |
| ------------------------------ | ------------------------------ | ------------------------------ | -------------------------------- | -------------------------------- |
| Żytyczi-Polissia Żytomierz (3) | Żytyczi-Polissia Żytomierz (3) | Żytyczi-Polissia Żytomierz (3) | 0 – 3                            | (5) Jurydyczna akademіja Charków |
| 12.04.2023                     | 19:00                          | Żytyczi-Polissia Żytomierz     | 1:3 (25:19, 23:25, 19:25, 20:25) | Jurydyczna akademіja Charków     |
| 14.04.2023                     | 19:00                          | Jurydyczna akademіja Charków   | 3:1 (25:23, 23:25, 25:22, 25:23) | Żytyczi-Polissia Żytomierz       |
| 20.04.2023                     | 19:00                          | Żytyczi-Polissia Żytomierz     | 0:3 (23:25, 18:25, 19:25)        | Jurydyczna akademіja Charków     |

### Finały
(do trzech zwycięstw)
| Data                          | Godz.                         | Gospodarz                     | Rezultat                                | Gość                      |
| ----------------------------- | ----------------------------- | ----------------------------- | --------------------------------------- | ------------------------- |
| Epicentr-Podolany Horodok (1) | Epicentr-Podolany Horodok (1) | Epicentr-Podolany Horodok (1) | 3 – 1                                   | (2) Prometej Dnipro       |
| 11.04.2023                    | 19:00                         | Epicentr-Podolany Horodok     | 3:1 (18:25, 25:21, 25:23, 25:18)        | Prometej Dnipro           |
| 13.04.2023                    | 19:00                         | Prometej Dnipro               | 3:2 (25:17, 20:25, 22:25, 25:22, 15:12) | Epicentr-Podolany Horodok |
| 21.04.2023                    | 19:00                         | Epicentr-Podolany Horodok     | 2:3 (18:25, 25:19, 21:25, 25:19, 10:15) | Prometej Dnipro           |
| 23.04.2023                    | 13:00                         | Prometej Dnipro               | 3:2 (25:12, 13:25, 22:25, 25:22, 20:18) | Epicentr-Podolany Horodok |

## Mecze o miejsca 5-8

### Tabela wyników
| Gospodarz \ Gość1                      | WIN | RES | DTA | U-18 |
| -------------------------------------- | --- | --- | --- | ---- |
| WK MHP-Winnica-SZWSM                   | -   | 3:1 | 3:0 | 3:1  |
| WK Reszetyliwka                        | -   | -   | 1:3 | 0:3  |
| Policija ochorony-ZUNU-Dynamo Tarnopol | -   | -   | -   | 1:3  |
| Barkom-Reprezentacja Ukrainy U-18      | -   | -   | -   | -    |

Źródło: PVLU – Data Project (ukr. • ang.)
1 Drużyna gospodarzy jest wymieniona po lewej stronie tabeli.
Kolory:
  zwycięstwo gospodarzy 3:0 lub 3:1
  zwycięstwo gospodarzy 3:2
  zwycięstwo gości 3:0 lub 3:1
  zwycięstwo gości 3:2

### Terminarz i wyniki spotkań
| Data       | Godz. | Gospodarz                              | Rezultat                         | Gość                                   |
| ---------- | ----- | -------------------------------------- | -------------------------------- | -------------------------------------- |
| 1. KOLEJKA |       |                                        |                                  |                                        |
| 03.04.2023 | 16:30 | WK MHP-Winnica-SZWSM                   | 3:1 (23:25, 25:20, 25:17, 25:15) | Barkom-Reprezentacja Ukrainy U-18      |
| 03.04.2023 | 19:30 | WK Reszetyliwka                        | 1:3 (19:25, 21:25, 25:21, 21:25) | Policija ochorony-ZUNU-Dynamo Tarnopol |
| 2. KOLEJKA |       |                                        |                                  |                                        |
| 04.04.2023 | 16:30 | Barkom-Reprezentacja Ukrainy U-18      | 3:1 (25:21, 22:25, 25:21, 25:16) | Policija ochorony-ZUNU-Dynamo Tarnopol |
| 04.04.2023 | 19:30 | WK MHP-Winnica-SZWSM                   | 3:1 (25:13, 19:25, 25:20, 25:23) | WK Reszetyliwka                        |
| 3. KOLEJKA |       |                                        |                                  |                                        |
| 05.04.2023 | 16:30 | Policija ochorony-ZUNU-Dynamo Tarnopol | 0:3 (18:25, 29:31, 21:25)        | WK MHP-Winnica-SZWSM                   |
| 05.04.2023 | 19:30 | WK Reszetyliwka                        | 0:3 (20:25, 14:25, 20:25)        | Barkom-Reprezentacja Ukrainy U-18      |

### Tabela
| Lp. | Drużyna                                | Mecze | Mecze | Mecze | Pkt | Rodzaj wyniku | Rodzaj wyniku | Rodzaj wyniku | Rodzaj wyniku | Rodzaj wyniku | Rodzaj wyniku | Sety | Sety | Sety  | Małe punkty | Małe punkty | Małe punkty |
| Lp. | Drużyna                                | M     | W     | P     | Pkt | 3:0           | 3:1           | 3:2           | 2:3           | 1:3           | 0:3           | wyg. | prz. | stos. | zdob.       | str.        | stos.       |
| --- | -------------------------------------- | ----- | ----- | ----- | --- | ------------- | ------------- | ------------- | ------------- | ------------- | ------------- | ---- | ---- | ----- | ----------- | ----------- | ----------- |
| 1   | WK MHP-Winnica-SZWSM                   | 3     | 3     | 0     | 9   | 1             | 2             | 0             | 0             | 0             | 0             | 9    | 2    | 4.5   | 273         | 226         | 1.21        |
| 2   | Barkom-Reprezentacja Ukrainy U-18      | 3     | 2     | 1     | 6   | 1             | 1             | 0             | 0             | 1             | 0             | 7    | 4    | 1.75  | 249         | 235         | 1.06        |
| 3   | Policija ochorony-ZUNU-Dynamo Tarnopol | 3     | 1     | 2     | 3   | 0             | 1             | 0             | 0             | 1             | 1             | 4    | 7    | 0.57  | 247         | 264         | 0.94        |
| 4   | WK Reszetyliwka                        | 3     | 0     | 3     | 0   | 0             | 0             | 0             | 0             | 2             | 1             | 2    | 9    | 0.22  | 221         | 265         | 0.83        |

Źródło: PVLU – Data Project (ukr. • ang.)
Punktacja: 3:0 i 3:1 – 3 pkt; 3:2 – 2 pkt; 2:3 – 1 pkt; 1:3 i 0:3 – 0 pkt
Zasady ustalania kolejności: 1. liczba zwycięstw; 2. liczba punktów; 3. stosunek setów; 4. stosunek małych punktów; 5. bilans w bezpośrednich meczach

## Klasyfikacja końcowa
| Poz. | Drużyna                                |
| ---- | -------------------------------------- |
| 1.   | Prometej Dnipro                        |
| 2.   | Epicentr-Podolany Horodok              |
| 3.   | Jurydyczna akademіja Charków           |
| 4.   | Żytyczi-Polissia Żytomierz             |
| 5.   | WK MHP-Winnica-SZWSM                   |
| 6.   | Barkom-Reprezentacja Ukrainy U-18      |
| 7.   | Policija ochorony-ZUNU-Dynamo Tarnopol |
| 8.   | WK Reszetyliwka                        |